# 반곡관설동
반곡관설동(盤谷觀雪洞)은 대한민국의 강원특별자치도 원주시에 설치된 행정동이다.
반곡동에 강원원주혁신도시가 들어섰다.

## 개요
반곡동은 원래 원주군 부흥사면(富興寺面)의 지역으로서 지형이 소반처럼 생기었다 하여 반곡 또는 이리(二里)라 하였다. 1914년 행정구역 통폐합에 따라 유만동(柳滿洞)·월운정(月雲亭)·후동(後洞)·삼보동(三寶洞)·한가(韓哥)터·방묘동을 병합하여 반곡리(盤谷里)라 하여 판부면에 편입되어 있다가 1973년 7월 1일 원주시로 편입되었다. 원주 시청에서 동남쪽으로 3.6km 떨어져 있으며 원주시 개운동, 행구동, 관설동과 접해 있고, 치악산을 경계로 횡성군 안흥면 부곡리와 인접하여 있다.
지명의 유래는, 조선시대 중기의 성리학자인 허후(許厚)의 호에서 온 것이라 전해진다. 허후의 호는 관설(觀雪)이었으며 그는 남인의 영수인 미수(眉叟) 허목(許穆)과 사촌지간이었다. 그의 학문과 도덕을 흠모하여 문막에 살면서 강원감영에 근무하던 효자 황무진이 수시로 문안을 드리며 학문에 대한 토론을 했으며 친분이 두터웠다고 한다. 후일 허관설이 살던 곳이라 하여 관설의 글자를 따와서 관설동이라 했다고 한다. 또 다른 설로는 관설의 원래 이름은 ‘벌판의 논’이었다. 원래는 들의 이름이었다가 자연부락 이름이 되었고 다시 동이름이 되었다. 허후가 이 지명 ‘볼눈’을 호로 삼아 한자어로 관설(觀雪)이라고 하였고 이것이 관설동이라는 이름이 되었다는 설도 있다. 안벌눈·밧벌눈이 있어 유래를 명확히 밝혀주고 있다. 관설동은 원주 시청에서 동남방으로 4km 떨어져 있으며 원주~제천간 5번 국도의 관문이고 원주시 단구동, 반곡동, 무실동과 판부면 금대리, 신촌리와 연접해 있다.

## 법정동
- 반곡동(盤谷洞)
- 관설동(觀雪洞)

## 교육
- 관설초등학교
- 단관초등학교
- 반곡초등학교
- 반곡중학교
- 봉대초등학교
- 영서고등학교
- 치악고등학교
- 한국방송통신대 원주시 학습관

## 공공 기관
- 국민건강보험공단
- 도로교통공단
- 한국보훈복지의료공단
- 건강보험심사평가원
- 국립공원관리공단
- 국립과학수사연구원
- 대한석탄공사
- 한국관광공사
- 강원교통방송

## 아파트
| 단지명                                | 건설사         | 시행사         | 주소                    | 입주        | 비고 |
| ------------------------------------- | -------------- | -------------- | ----------------------- | ----------- | ---- |
| 현진에버빌 4차                        | 현진종합건설㈜ | 현진에버빌㈜   | 시청로 494 (관설동)     | 2004년 10월 |      |
| 단관 코아루                           | ㈜이테크이앤씨 | 한국토지신탁   | 시청로 496 (관설동)     | 2005년 3월  |      |
| 단관청솔 5차                          | ㈜광토건설     | 한국토지신탁   | 시청로 524 (관설동)     | 2001년 10월 |      |
| 단관청솔 6차                          | ㈜광토건설     | 한국토지신탁   | 단관초교길 9 (관설동)   | 2002년 6월  |      |
| 단관청솔 8차                          | ㈜새롬성원     | 한국토지신탁   | 나비허리길 188 (관설동) | 2002년 11월 |      |
| e편한세상 반곡                        | ㈜삼호         | ㈜국제자산신탁 | 오리현길 62 (반곡동)    | 2018년 11월 |      |
| 반곡 아이파크                         | 현대산업개발   | ㈜제이와이씨   | 늘품로 199 (반곡동)     | 2008년 3월  |      |
| 반곡 1단지 벽산블루밍                 | 벽산건설       | 중현디앤씨㈜   |                         | 2007년 12월 |      |
| 반곡 2단지 벽산블루밍                 | 벽산건설       | 중현디앤씨㈜   |                         | 2007년 12월 |      |
| 원주혁신 모아엘가 에듀퍼스트          | 혜림건설㈜     | ㈜한아건설     | 세계로 111 (반곡동)     | 2017년 4월  |      |
| 원주혁신 중흥 S-클래스 에코프레스티지 | 중흥토건㈜     | 중흥토건㈜     | 혁신로 405 (반곡동)     | 2019년 9월  |      |
| 원주혁신 힐데스하임                   | 원건설㈜       | ㈜키움건설     |                         | 2015년 5월  |      |